# Jan Michał Wieczorek
Jan Michał Wieczorek (ur. 29 września 1904 w Zwiniarzu, zm. 2 lipca 1980 w Toruniu) – polski kompozytor, dyrygent i pedagog.

## Życiorys
Był synem nauczyciela Jana Wieczorka i Heleny z d. Góralskiej, obydwoje rodzice amatorsko zajmowali się muzykowaniem. W wieku 8 lat rozpoczął naukę u miejscowego organisty, Mariana Szczypskiego. Ukończył Państwowe Seminarium Nauczycielskie w Lubawie (1922). W latach 1922–1925 studiował w Konserwatorium Muzycznym w Toruniu, gdzie był uczniem Marcelego Popławskiego (wiolonczela) i Kazimierza Blaschkego (dyrygentura), następnie był uczniem Feliksa Nowowiejskiego w Konserwatorium Poznańskim. W latach 1928–1932 jako stypendysta Ministerstwa Wyznań Religijnych i Oświecenia Publicznego odbył ponadto studia muzyczne pod kierunkiem Karela Boleslava Jiráka i Josefa Suka w Konserwatorium Praskim. Podczas pobytu w Pradze zorganizował i prowadził polski chór akademicki. Ze względu na kontuzję ręki przerwał w 1930 roku naukę gry na wiolonczeli i skoncentrował się na pracy kompozytorskiej. Od 1932 do 1937 roku wykładał przedmioty teoretyczne w Konserwatorium Muzycznym w Toruniu. Zorganizował i od 1932 roku prowadził orkiestrę symfoniczną Pomorskiego Towarzystwa Muzycznego, a 1933 roku założył chór męski „Dzwon”. Prowadził prelekcje i audycje muzyczne w toruńskiej rozgłośni Polskiego Radia. W latach 1938–1939 odbył uzupełniające studia w zakresie dyrygentury w Wiedniu. W trakcie II wojny światowej podpisał Niemiecką Listę Narodowościową i został wcielony do Wehrmachtu, skąd udało mu się zbiec i przedostać do Wielkiej Brytanii, gdzie wstąpił do Polskich Sił Zbrojnych. Prowadził orkiestry wojskowe i kursy dyrygenckie w jednostkach polskich i alianckich.
Po 1945 roku żył i działał w Toruniu. Dyrygował Toruńskim Chórem Akademickim i Związkowym Chórem Mieszanym „Harfa”, wykładał też w Państwowej Szkole Muzycznej. Był członkiem Związku Kompozytorów Polskich. Otrzymał wiele wyróżnień, m.in. II nagrodę na Konkursie im. Stanisława Wiechowicza w Międzyrzeczu za Fughettę na chór żeński i Nagrodę Ministra Kultury i Sztuki za całokształt twórczości kompozytorskiej oraz tytuł „Toruńczyka 1969 roku”. Odznaczony został Krzyżem Kawalerskim Orderu Odrodzenia Polski, Medalem 30-lecia Polski Ludowej i Odznaką „Zasłużony Działacz Kultury”. Prowadzone przez Wieczorka chóry zdobyły wyróżnienia w Poznaniu (1967) i Szczecinie (1969).
Został pochowany na toruńskim cmentarzu św. Jerzego.

## Twórczość
W swojej twórczości odwoływał się do tematyki morskiej oraz muzyki ludowej regionu Kaszub i Kociewia. Uczestniczył wraz z Łucjanem Kamieńskim w zbieraniu kaszubskiego folkloru muzycznego, współpracował przy gromadzeniu melodii ludowych z Leonem Heyke i Janem Patockiem. Wykorzystywał oryginalne teksty kaszubskie i ich tłumaczenia, stosował środki metrorytmiczne, melodyczne i instrumentacyjne zaczerpnięte z muzyki ludowej. Większość twórczości Wieczorka nie została wydana i pozostała w rękopisach.

## Wybrane kompozycje
(na podstawie materiałów źródłowych)

### Utwory orkiestrowe
- suita Zodiak (1932)
- poemat symfoniczny Cassubia (1933)
- Suita kaszubska na orkiestrę symfoniczną (1938)
- Kapriole (1938)
- Koncert na altówkę i orkiestrę symfoniczną (1941)
- Preludia symfoniczne (1945)
- Intermezzo (1950)
- Partita (1954)
- Koncert na róg i małą orkiestrę (1954)
- Koncert-fantazja na trąbkę i małą orkiestrę smyczkową (1955)
- Suita mazurska na orkiestrę symfoniczną (1956)
- Wesele kociewskie na małą orkiestrę symfoniczną (1974)
- Koncert wiolonczelowy (1974)
- Strofy kaszubskie na flet i orkiestrę (1977)
- Divertimento na orkiestrę smyczkową (1980)

### Utwory kameralne
- I Kwartet smyczkowy (1931)
- Kołysanka kaszubska na skrzypce i fortepian (1936)
- Kwintet na flet i instrumenty smyczkowe (1938)
- II Kwartet smyczkowy (1946)
- Sonatina na fagot i fortepian (1946)
- 3 impresje na klarnet i altówkę (1957)
- 3 impresje na obój i fortepian (1961)
- 3 epigrama na klarnet, 2 skrzypiec i altówkę (1969)
- Prezenta na kwintet dęty (1969)
- Duet na tematy ludowe z Kaszub na dwoje skrzypiec (1970)
- Duet na obój i klarnet (1971)
- Scherzo na altówkę i fortepian (1972)
- Muzyka ku czci Mikołaja Kopernika na kwintet smyczkowy (1973)
- Scherzo na obój, klarnet i fagot (1973)
- Trio na instrumenty stroikowe (1973)
- Fantazja kaszubska na kwintet instrumentów dętych (1974)
- Dwie miniatury na tematy morskie na róg i fortepian (1974)
- Sonatina na fagot i fortepian (1975)
- Suita w starym stylu na obój, wiolonczelę i fortepian (1976)
- Strofy kaszubskie na flet i fortepian (1977)
- Duet na flet i fortepian (1977)
- Duet na flet i kontrabas (1977)

### Utwory wokalne
- Marsz kaszubski na chór męski (1932)
- Pieśni Polskiej Floty Wojennej na chór mieszany (1934)
- Pastorałki kaszubskie na chór męski (1935)
- 8 pieśni ludowych z Pomorza na chór męski (1936)
- Z Kaszub na chór męski (1936)
- Od morza jesteśmy na chór mieszany (1938)
- Cztery pieśni ludowe na 3-głosowy chór żeński (1949)
- Pieśni z Kaszub na chór mieszany (1950)
- 4 pieśni ludowe z Warmii i Mazur na chór mieszany (1955)
- 3 pieśni warmijskie na chór męski (1956)
- Jak głośny dzwon na chór męski (1958)
- Robotnicy na chór męski (1962)
- Piękne są Mazury na chór mieszany (1963)
- Fughetta trzygłosowa na chór żeński (1968)

### Utwory wokalno-instrumentalne
- 13 pieśni ludowych kaszubskich na głos i fortepian (1930)
- Rapsodia kaszubska na chór i orkiestrę (1937)
- Stabat Mater na głosy solowe, chór i orkiestrę (1942)
- Suita warmijska na głosy solowe i orkiestrę (1950)
- Nad brzegami Zodiaku na głosy solowe, chóry i wielką orkiestrę symfoniczną (1960)
- Pieśni kaszubskie na sopran i orkiestrę (1979)
- Cztery pieśni o morzu na sopran i zespół instrumentów (1980)

### Opera
- Jan z Kolna w 2 aktach, libretto Leon Roppel (1973)